# Caress of Steel
Caress of Steel – trzeci album studyjny kanadyjskiej grupy Rush. Wydawnictwo ukazało się 1 września 1975 roku nakładem wytwórni muzycznych Anthem Records i Mercury Records. Płyta dotarła do 148. miejsca listy Billboard 200 w Stanach Zjednoczonych.

## Lista utworów
Opracowano na podstawie materiału źródłowego.
Muzyka i słowa: Geddy Lee, Alex Lifeson oraz Neil Peart. Wyjątki oznaczone.
1. "Bastille Day" – 4:37
2. "I Think I'm Going Bald" – 3:37
3. "Lakeside Park" – 4:08
4. "The Necromancer" – 12:30
  1. "Into the Darkness" – 4:12
  2. "Under the Shadow" – 4:25
  3. "Return of the Prince" – 3:52
5. "The Fountain of Lamneth" – 19:59
  1. "In the Valley" – 4:18
  2. "Didacts and Narpets" – 1:00
  3. "No One at the Bridge" – 4:19
  4. "Panacea" (Lee, Peart) – 3:14
  5. "Bacchus Plateau" (Lee, Peart) – 3:16
  6. "The Fountain" – 3:49

## Twórcy
Opracowano na podstawie materiału źródłowego.
- Geddy Lee - gitara basowa, wokal prowadzący, aranżacje, produkcja muzyczna
- Alex Lifeson - gitara elektryczna, gitara klasyczna, gitara akustyczna, gitara steel, aranżacje, produkcja muzyczna
- Neil Peart - perkusja, instrumenty perkusyjne, aranżacje, produkcja muzyczna
- Terry Brown - realizacja dźwięku, inżynieria dźwięku, miksowanie, produkcja muzyczna, aranżacje
- Hugh Syme - oprawa graficzna

## Wydania
| Rok  | Nr katalogowy      | Format | Wytwórnia                     | Region                 | Źródło |
| ---- | ------------------ | ------ | ----------------------------- | ---------------------- | ------ |
| 1975 | 6338 600           | LP     | Mercury Records               | Holandia               | [ 1 ]  |
| 1975 | 6338 600           | LP     | Mercury Records               | Brazylia               | [ 1 ]  |
| 1975 | PRICE 20, 9100 018 | LP     | Mercury Records               | Wielka Brytania        | [ 1 ]  |
| 1975 | SRM-1-1046         | LP     | Mercury Records               | Kanada                 | [ 1 ]  |
| 1975 | SRM-1-1046         | LP     | Mercury Records               | Stany Zjednoczone      | [ 1 ]  |
| 1990 | 822-543-2 M-1      | CD     | Mercury Records               | Stany Zjednoczone      | [ 1 ]  |
| 1990 | 822-543-4 M-1      | CS     | Mercury Records               | Stany Zjednoczone      | [ 1 ]  |
| 1997 | 314 534 625-52     | CD     | Mercury Records               | Stany Zjednoczone      | [ 1 ]  |
| 1997 | 534 625-2          | CD     | Mercury, Anthem Entertainment | Wielka Brytania Europa | [ 1 ]  |
| 1997 | ANMD 1077          | CD     | Anthem Records                | Kanada                 | [ 1 ]  |

## Listy sprzedaży
| Lista         | Kraj              | Pozycja |
| ------------- | ----------------- | ------- |
| Billboard 200 | Stany Zjednoczone | 148     |
| Top 200       | Kanada            | 37      |